# Vojko Flis
Vojko Flis, slovenski zdravnik-kirurg, univerzitetni profesor in menedžer v zdravstvu, * 7. november 1955, Maribor.
Diplomiral je na Medicinski fakulteti Univerze v Ljubljani leta 1979. Specialistični izpit iz splošne kirurgije je opravil leta 1983, v letu 2011 pa je pridobil naziv doktorja znanosti. Leta 2017 je bil izvoljen za rednega profesorja kirurgije na Medicinski fakulteti v Mariboru.
Od leta 1983 je zaposlen v Univerzitetnem kliničnem centru Maribor, kjer deluje kot žilni kirurg. Bil je predstojnik Oddelka za žilno kirurgijo in strokovni vodja Klinike za kirurgijo Univerzitetnega Kliničnega centra v Mariboru. Med leti 2017 in 2021 je opravljal funkcijo generalnega direktorja UKC Maribor.
Leta 2022 je na lokalnih volitvah s podporo stranke Svoboda napovedal kandidaturo za župana Mestne občine Maribor.